# Betzdorf (Niemcy)
Betzdorf – miasto w Niemczech, w kraju związkowym Nadrenia-Palatynat, w powiecie Altenkirchen, siedziba władz gminy związkowej Betzdorf-Gebhardshain. Do 31 grudnia 2016 siedziba władz gminy związkowej Betzdorf.